# Kansas (Ohio)
Kansas é um lugar designado pelo censo localizado no condado de Seneca no estado estadounidense de Ohio. No Censo de 2010 tinha uma população de 179 habitantes e uma densidade populacional de 157,43 pessoas por km².

## Geografia
Kansas encontra-se localizado nas coordenadas 41° 14′ 43″ N, 83° 17′ 02″ O. Segundo a Departamento do Censo dos Estados Unidos, Kansas tem uma superfície total de 1.14 km², da qual 1.14 km² correspondem a terra firme e (0%) 0 km² é água.

## Demografia
Segundo o censo de 2010, tinha 179 pessoas residindo em Kansas. A densidade populacional era de 157,43 hab./km². Dos 179 habitantes, Kansas estava composto pelo 97.77% brancos, o 0% eram afroamericanos, o 0% eram amerindios, o 0% eram asiáticos, o 0% eram insulares do Pacífico, o 2.23% eram de outras raças e o 0% pertenciam a duas ou mais raças. Do total da população o 4.47% eram hispanos ou latinos de qualquer raça.